# 祖国行动联盟
祖国行动联盟，简称GTA、祖行盟，是2022年由马哈迪·莫哈末创立的马来西亚政党和非政府组织联盟。该联盟主要由祖国斗士党、泛马来西亚伊斯兰阵线、土著权威党和印裔穆斯林国民联盟政党，以及非政府组织代表和社区领袖组成。

## 历史
该联盟的成立是由曾经两度担任马来西亚首相的马哈迪·莫哈末促成。自2015年时任首相纳吉·阿都拉萨被爆出一个马来西亚发展有限公司丑闻（1MDB）后，撼动了国阵的执政基础，也是造成2018年马来西亚大选政权交替的主要原因。当时，马哈迪是纳吉直言不讳的批评者，他认为纳吉领导的巫统是造成巫裔社群坠落和国家腐败的原因。
2016年2月29日，马哈迪不满巫统主席兼首相纳吉对1MDB贪污丑闻的处理而宣布退党。之后他与同样因不满纳吉处理1MDB而被开除的前党员成立土著团结党。为了与拥有强大民意支持的國民陣線抗衡，土著团结党随后于2017年3月14日成为希望联盟的成员党。由于此时涉及肛交案的希盟精神领袖安华·依布拉欣并未获得特赦，希盟推举由同样在巫裔社群拥有强大支持的马哈迪担任该联盟主席。
2018年第14届马来西亚大选中，由马哈迪领导的希望联盟成功击败由纳吉·阿都拉萨领导的国民阵线。在新一轮任期内，他对马来西亚体制进行了许多的改革，并废除消费税和提控涉贪领袖。2020年2月24日，马来西亚发生政治危机，马哈迪宣布辞职，并由慕尤丁取而代之。慕尤丁任相后，土团党因马哈迪派系在5月18日的国会会议中，没有支持慕尤丁领导的国民联盟政府而冻结马哈迪派系等6人的党籍。之后在6月4日，土团党最高理事会正式革除了马哈迪和其派系的党籍。马哈迪于同年8月与其它被革除党籍的土团党领袖成立祖国斗士党，并表明将孤军作战不会加入希盟或国盟等阵营。
在经历了2022年3月柔佛州选举的惨败结果后，斗士党也开始认同组成大联盟的观点，惟马哈迪不赞成大联盟是由安华或慕尤丁领导。同年7月9日，祖国斗士党宣告该党将组建属于自己版本的大联盟。
8月4日，马哈迪在首要领导基金会大楼上宣布，由祖国斗士党、泛马来西亚伊斯兰阵线、土著权威党和印裔穆斯林国民联盟政党联合创立「祖国行动」政党联盟。这是一个只以巫裔和穆斯林参与的单元种族联盟。马哈迪表示，该联盟的目的是缩小当前种族之间的差距来保持国家的和平与稳定，以及团结和争取第15届大选的选民，并将争取巫裔的权利作为优先事项。另外，马哈迪补充成立该联盟的目标之一是「打垮巫统」。
8月11日，该联盟宣布将专注攻打马来选民为主的选区，目标是赢取马来半岛的120个国会议席。之后在8月18日，祖国斗士党主席马哈迪表示，以马来人为主的GTA将设计统一的标志以及旗帜，以迎接来届大选，计划在下星期将标志和注册申请提呈至社团注册局寻求批准。同时，他预计GTA將上阵120个国席和280个州议席。
2022年8月27日，GTA主席马哈迪在一场媒体发布会上被问及2022年是否举行第15届大选的可能性时表示，如果即将举行大选，该联盟已准备派出足够的候选人参与。他也透露，GTA得到沙巴和砂拉越民众的强大支持，但支持者不是来自民兴党，也表示GTA已准备好在第15届大选前与国盟就政治合作进行谈判。不过在9月2日，GTA总秘书玛祖基表示该联盟不会与慕尤丁领导的国盟合作。9月6日，GTA正式向社团注册局提交注册申请，并计划在第15届大选使用火炬作为其标志。
在2022年11月19日第15届的全国大选中，GTA总共派出125名候选人竞选，除了在吉兰丹的9名侯选人使用土权党党旗上阵之外，其余人士则使用斗士党的标志参选。GTA在首次上阵遭受到严重打击，所有侯选人未能赢得任何席位，还丢失上百万令吉的按柜金。马哈迪随后也在同年12月辞去该联盟主席职务，由其儿子慕克里·马哈迪接替。2023年1月14日，慕克里宣布，为了专注斗士党的业务决定退出该联盟。他解释退出原因是自第15届全国大选表现不佳之后，斗士党内部充满了一种要求该党退出GTA的情绪。他也透露，其父马哈迪的辞职是斗士党与GTA在一场会议上就是否继续合作产生分歧后作出的。
2023年5月11日，马哈迪在吉打日得拉出席开斋节活动接受Awani访问时证实，他已离开祖国行动联盟，以专注推动《马来人宣言》。马哈迪指出，由于GTA无法吸引马来人支持，因此他决定选择退出。

## 成员党
祖国行动初始的成员党包括祖国斗士党、泛马来西亚伊斯兰阵线、土著权威党和印裔穆斯林国民联盟政党。据创始人之一马哈迪宣称，该联盟还有非政府组织代表、学者和专业人士参与。在经历了第15届全国大选（GE-15）获得15个议席胜利后，但作为核心成员的祖国斗士党随后宣布退出该联盟。
| 旗帜           | 名称   | 名称    | 名称                                         | 意識形態       | 政治立场 | 领袖               | 国会席位 | 国会席位 |
| 旗帜           | 简称   | 简称    | 全称                                         | 意識形態       | 政治立场 | 领袖               | 比例     |          |
| 成员党         | 成员党 | 成员党  | 成员党                                       | 成员党         | 成员党   | 成员党             | 成员党   |          |
| -------------- | ------ | ------- | -------------------------------------------- | -------------- | -------- | ------------------ | -------- | -------- |
|                |        | 土权党  | 土著权威党 Parti Bumiputera Perkasa Malaysia | 马来人至上     | 右翼     | 依布拉欣阿里       | 2 / 222  |          |
|                |        | BERJASA | 泛马来西亚伊斯兰阵线                         | 伊斯兰主义     | 右翼     | 扎玛尼依布拉欣     | 8 / 222  |          |
|                |        | IMAN    | 印裔穆斯林国民联盟政党                       | 伊斯兰民主主义 | 中右翼   | Mohsin Abdul Razak | 0 / 222  |          |
| 已退出的成员党 |        |         |                                              |                |          |                    |          |          |
| 旗帜           | 简称   | 简称    | 名称                                         | 意識形態       | 政治立场 | 领袖               | 国会席位 |          |
|                |        | 斗士党  | 祖国斗士党 Parti Pejuang Tanah Air           | 馬來民族主義   | 中间偏右 | 慕克里             | 5 / 222  |          |

## 选举成绩
| 大选 | 当选议席数量 | 参选议席数量 | 议席百分比 | 总得票  | 得票率   | 选举结果 | 领袖          |
| ---- | ------------ | ------------ | ---------- | ------- | -------- | -------- | ------------- |
| 2022 | 0 / 222      | 125          | 9.24%      | 111,789 | 17.0441% | ━ 10     | 马哈迪·莫哈末 |